# Układ o zakazie prób broni nuklearnej w atmosferze, w przestrzeni kosmicznej i pod wodą
     Podpisany i ratyfikowany
     Przystąpienie lub sukcesja
     Podpisany bez ratyfikacji
     Nie będące stronami

Członkostwo w Układzie o zakazie prób broni nuklearnej w atmosferze, w przestrzeni kosmicznej i pod wodą
Podpisany i ratyfikowany
Przystąpienie lub sukcesja
Podpisany bez ratyfikacji
Nie będące stronami

Układ o zakazie prób broni nuklearnej w atmosferze, w przestrzeni kosmicznej i pod wodą (ang. Treaty Banning Nuclear Weapon Tests in the Atmosphere, in Outer Space and Under Water w skrócie Limited Test Ban Treaty (LTBT), ros. Договор о запрещении испытаний ядерного оружия в атмосфере, космическом пространстве и под водой) – podpisany 5 sierpnia 1963 w Moskwie, między USA, Wielką Brytanią i ZSRR. Sporządzony w językach angielskim i rosyjskim. Członkowie założyciele zostali depozytariuszami. Wszedł w życie 10 października 1963 z chwilą ratyfikacji i zdeponowania przez członków założycieli. Sekretariat ONZ zarejestrował go 15 października 1963.
Liczba państw-stron wynosi 126.
Polska podpisała Układ 8 sierpnia 1963 z chwilą otwarcia do podpisu, ratyfikowała 1 października 1963, powiadomienie depozytariuszy nastąpiło 14 października 1963.